# Curaçá
Curaçá est une municipalité brésilienne de l'État de Bahia et la microrégion de Juazeiro.